# Sinterklaas op de Wadden
Sinterklaas op de Wadden verwijst naar de viering van het sinterklaasfeest volgens de tradities van de gemeenschappen op waddeneilanden. Deze feesten zijn ook gerelateerd aan Krampus, een traditie die van Germaanse heidenen is afgeleid. Thans neemt dit feest, waarnaar ook wel middels 'oude Sinterklaas' verwezen wordt, op de waddeneilanden een belangrijkere plaats in dan de meer bekende sinterklaasfeest zoals het ook op het vasteland gevierd wordt.

## Oorsprong en betekenis
De symboliek van de oude Sinterklaastraditie op de waddeneilanden laat weinig aan de verbeelding over. Vermoed dat de oorsprong van het feest terug te leiden is naar zowel heidense Germaanse tradities met een cultus rondom oppergod Wodan, en Sinterklaas.
Volgens Scheer lijkt het fenomeen van de Amelandse versie het meest op een in de tijd verschoven zonnewendefeest. In de voorchristelijke tijden was geen verklaring voor de steeds korter wordende dagen in de winter en vreesde men dat de zon niet meer zou terugkomen. Vrouwen en kinderen moesten in hun huizen blijven, terwijl de mannen de geesten van de duisternis verjoegen met veel lawaai van kettingen en midwinterhoorns.
Het is mogelijk dat de verering van Sinterklaas - en de tradities die eruit voortkwamen - de cultus rondom de Germaanse oppergod heeft vervangen. In de katholieke traditie en legendes is Sint-Nicolaas een beschermheilige van de armen en zeelui, en is hij kindervriend en huwelijksmakelaar. Terwijl Sinterklaas op het vaste land vooral een kinderfeest is geworden, heeft hofmakerij in het licht van beperkte jongerenaanbod een belangrijke functie op de eilanden. In de agrarische eilanddorpen was het hebben van nageslacht namelijk van essentieel belang, aangezien kinderen de zorg voor hun ouders op zich konden nemen wanneer de tijd daar was. De mogelijkheden waren echter beperkt om een levenspartner te vinden, gezien de verplichtingen op het land, de aanzienlijke afstanden. Bovendien waren veel gezinnen betrokken bij walvisvaart en visserij, wat vooral in het voorjaar de kans op ontmoetingen verminderde. Het sinterklaasfeest in december werd daarom een jaarlijks terugkerende gelegenheid om het samenkomen voor ongehuwde jongens en meisjes te faciliteren. Vruchtbaarheidsriten zijn met name op Ameland en Borkum immer onderdeel van het feest gebleven. De leeftijdsscheiding die met name op Ameland en Borkum toegepast wordt, is eveneens mogelijk een afgeleide van inwijdingsfeesten voor jonge volwassenen in een ver verleden. Het feest fungeerde ook als een initiatieritueel waarbij de hoofdrolspelers afscheid namen van hun jeugd en toetraden tot volwassendom.

## Overzicht

### Nederlandse wadden

#### Ouwe Sunderklaas op Texel
Texel kent twee Sinterklaasfeesten. Op 5 december wordt het Nuwe Sunderklaas (Nieuwe Sinterklaas) gevierd dat veel lijkt op het Sinterklaasfeest op het vasteland. Het is de opmaat naar het Ouwe Sunderklaas dat op 12 december wordt gevierd, tevens de feestdag van Sint Lucia. Aan het einde van de dag worden de mensen van de straat geveegd door straatvegers, figuren in pakken van jutezakken met kettingen en bezems. Onder de Sunderklazen bevonden zich voorheen immer kiezentrekkers met grote knijptang, kooplui met weerboompjes en dierfiguren. Heden is Ouwe Sunderklaas meer een verkleedpartij waarbij de eilanders zich onherkenbaar vermommen en langs de deur gaan. dit wordt in dialect genoemd. De verkleedpartij dat met diverse speule (spelen, theaterachtige sketches) gepaard gaat, wordt afgesloten met een bal-démasqué.

#### Opkleden op Vlieland
Opkleden (verkleden, vermommen) is een Vlielandse variant. Op Sinterklaasavond gaat men ook hier verkleed en gemaskerd langs de zogenaamde 'open huizen', waar men warm onthaald wordt. De deelnemers zijn vermomd als vuurtorens, bakens, vliegtuigen, dieren en historische figuren. Men moet raden wie de Sinterklazen zijn en wat ze precies uitbeelden. Dit kan slechts met vragen waarop de klazen uitsluitend ja of nee knikkend antwoorden. Aan het eind van de avond is een bal-démasqué waar de hele gemeenschap aan deelneemt.

#### Sunderum op Terschelling
Tijdens Sunderum gaan de mannen 's avonds door het dorp, verkleed in kostuums die recente gebeurtenissen verbeelden. Bij de mensen thuis moet men raden wie achter de vermomming zit. Vrouwen en kinderen mogen in die uren niet op straat, maar aan het eind van de avond wordt door de hele gemeenschap gefeest. 

#### Sunneklaas op Ameland
Ameland kent evenals Texel twee Sinterklaasfeesten. Bij verre het belangrijkste feest van het eiland  is Sunneklaas, dat gedurende twee opeenvolgende dagen op of rond 5-6 december gevierd wordt. Het feest is het ruigste van alle varianten van Sinterklaas op de waddeneilanden en wordt in Hollum en Ballum in de meest oorspronkelijke vorm gevierd. Vooral in deze westelijke dorpen is het in geheimzinnigheid gehuld en worden buitenstaanders geweerd.

### Duitse wadden
Op de Duitse Waddeneilanden kende men tot in de 19e eeuw gemaskerde gestalten zoals op de Nederlandse Wadden, bijvoorbeeld de Klaasohms (Klaasooms) op Borkum. In Noord-Friesland kende men het Hulken op het eiland Amrum en het Rummelpottlaufen, zich verkleden en maskers dragen op Sylt en Föhr, maar dan in de tijd rond kerst en Nieuwjaar. Op Wangerooge was Sunnerklaus een verklede en gemaskerde persoon, die kleine kinderen op kerstavond schrik aanjoeg.

#### Klaasohm op Borkum
Klaasohm op Borkum is evenals Sunneklaas op Ameland in geheimzinnigheid gehuld. Jaarlijks worden vrijgezelle jongens geselecteerd om klaasohm te zijn. Zij doorlopen een inwijdingsrite tot volwassenschap. Eerst worden ze aan krachtproeven onderworpen, waarna ze vermomd door het dorp trekken. Vrijgezelle meisjes worden door hen aan een vruchtbaarheidsritueel onderworpen; kinderen en ouderen worden geknuffeld. Ter afsluiting van de rite maken de klaasohms een zogenaamde vreugdesprong door een duik van een pilaar in het toegestroomde publiek te maken.